# Un vendredi de folie
Pour plus de détails, voir Fiche technique et Distribution.
Un vendredi de folie (Freaky Friday) est un téléfilm de Walt Disney Television réalisé par Melanie Mayron et diffusé en 1995 sur ABC d'après la nouvelle Freaky Friday de Mary Rodgers publiée en 1972. Il met en scène un duo mère-fille, Shelley Long et Gaby Hoffmann, contrainte d'échanger leur corps durant une journée. 
Ce téléfilm est un remake du film Un vendredi dingue, dingue, dingue (1976) avec Barbara Harris et Jodie Foster. Un second a été produit par Disney, le film Freaky Friday : Dans la peau de ma mère sorti en 2003 et réalisé par Mark Waters avec le duo mère-fille : Jamie Lee Curtis et Lindsay Lohan.
En France, le téléfilm a été en deux parties dans Disney Parade, les 11 février 1996 et 18 février 1996 sur TF1.

## Synopsis
La veille de son remariage, une mère Ellen Andrews et sa fille Annabelle aux relations conflictuelles voient leurs corps échangés à la suite d'un vœu qui se réalise. Durant la journée de vendredi, mère et fille vivront la vie l'une de l'autre.

## Fiche technique
- Titre original : Freaky Friday
- Titre français : Un vendredi de folie
- Réalisateur : Melanie Mayron assisté de Marybeth Hagner (premier assistant) et Jason Saville (second assistant)
- Scénario : Stu Krieger d'après Mary Rodgers
- Directeur de la photographie : Russ T. Alsobroo
- Montage : Henk Van Eeghen
- Distribution des rôles : Allison Jones (en)
- Décors
  - Création : Peg McClellan
  - Décorateur de plateau : Brenda Meyers-Ballard
- Costumes : Tom Bronson
- Maquillage : Kathryn Fenton
- Coiffure : Cheri Ruff
- Technicien du son : Bruce Nazarian (superviseur), David Yaffe (mixeur)
- Accessoiriste : Ashley Davies (superviseur), Cliff Bernay
- Éclairage : Gregory Shummon
- Effets spéciaux : Eustace Lycett, Danny Lee
- Costume : Emma Trenchard (superviseur), Jay Caplan
- Musique 
  - Composition originale : James McVay, Lisa Harlow Stark, Lennie Moore (additionnelle)
- Directeur de production : Irwin Marcus
- Producteur : Joan Van Horn, Stu Krieger (coproducteur), Scott Immergut (exécutif), Les Mayfield (exécutif), George Zaloom (exécutif)
- Société de production : Walt Disney Television, ZM Productions
- Société de distribution : Buena Vista Television, American Broadcasting Company
- Pays :  États-Unis
- Langue : anglais
- Format : Couleur
- Durée : 86 min

Sauf mention contraire, les informations proviennent des sources suivantes : IMDb

## Distribution
- Shelley Long : Ellen Andrews
- Gaby Hoffmann : Annabelle Andrews
- Catlin Adams : Dana 'Dinky' Barb
- Sandra Bernhard : Frieda Debny
- Andrew Bilgore : M.. Sweet
- Eileen Brennan : Principal Handel
- Drew Carey : Stan Horner
- Carol Kane : Leanne Futterman
- Kevin Krakower : Herbie
- Taylor Negron : Cary
- Alan Rosenberg : Bill Davidson
- Katherine Cortez : Mrs. Tarr
- Joe Costanza : Construction Worker
- E.J. De La Pena : Bully Kid
- Mandy Douglas : Ninth Grader
- John Dunbar : Professeur
- John Carlos Frey : Miguel
- Reagan Gomez-Preston : Heather
- Peter Gregory : Joe
- Jackie Hoffman : Coach Tyser
- Andrew Keegan : Luke
- Benjamin Lum : Master Lee
- Gale Mayron : Salesgirl
- Asher Metchik : Ben Andrews
- Alyssa Poblador : Brynne
- Cindy Ricalde : Seamstress
- Danny Rimmer : Bully Kid
- Natanya Ross : Jackie
- Kate Sargeant : Gina
- Marla Sokoloff : Rachel French
- Candy Trabuco : Miss Della
- Arsenio 'Sonny' Trinidad : He Ho Lee
- Thomas Woolen : Construction Worker